# Présomption en droit québécois
Moyen indirect de preuve, la présomption en droit québécois consiste en une conséquence que la loi ou le tribunal tire d'un fait connu à un fait inconnu (2846 C.c.Q.). Il existe des présomptions légales et des présomptions de fait.
Toute présomption est recevable lorsque les moyens en établissant les faits générateurs sont eux aussi recevables. Il faut donc se référer aux règles des moyens de preuve directs vus ci-haut pour évaluer la recevabilité de la présomption.

## Présomption légale
La présomption légale est celle qui est spécialement attachée par la loi à certains faits (2847 al. 1 C.c.Q.). C'est donc la loi qui fixe l'existence d'une telle présomption lorsque les faits lui donnant ouverture sont prouvés. 
La présomption légale est absolue si elle concerne des faits réputés; elle est simple si elle concerne des faits présumés. Autrement dit, seule une présomption simple pourra faire l'objet d'une preuve visant à la repousser, la présomption absolue étant incontestable sauf pour les matières n'étant pas d'ordre public (2847 al. 2, 2866 al. 2 C.c.Q.).
Par exemple, l'autorité de la chose jugée (2848 C.c.Q.) est une présomption absolue, contre laquelle on ne peut présenter aucune preuve. Au contraire, la présomption de faute jouant contre le titulaire de l'autorité parentale d'un mineur ayant commis une faute (1459 C.c.Q.) est un exemple de présomption simple qui peut être repoussée si le parent prouve qu'il n'a pas commis de faute dans la garde, la surveillance ou l'éducation du mineur.

## Présomption de fait
La présomption de fait est une conséquence que le tribunal titre d'un fait connu à un fait inconnu (2846, 2849 C.c.Q.).
Sa force probante est laissée à l'appréciation du tribunal (2849 C.c.Q.). En vertu de cette disposition, le tribunal ne doit prendre en considération que les présomptions de fait qui sont graves, précises et concordantes.
Pour contester une présomption de fait, la partie adverse doit prouver une autre explication par tous moyens une fois le ou les faits donnant ouverture à la présomption établis.